# شهر شيب (غوهران)
شهر شيب (بالفارسية: شهرشیب) هي قرية تقع في إيران في Gowharan Rural District. يقدر عدد سكانها بـ 210 نسمة بحسب إحصاء 2016.